# Collinsia sparsiflora
Collinsia sparsiflora är en grobladsväxtart som beskrevs av Fisch. och Mey.. Collinsia sparsiflora ingår i släktet collinsior, och familjen grobladsväxter.

## Underarter
Arten delas in i följande underarter:
- C. s. arvensis
- C. s. bruceae
- C. s. collina